# فلبوس مختلف
فلبوس مختلف (الاسم العلمي: Phyllobius dispar) هو نوع من الحشرات يتبع جنس الفلبوس من فصيلة السوسية الحقيقية.